# Classe Taşköprü
Le cannoniere classe Taşköprü, conosciute anche come classe Sedd ul Bahir,  fu una classe navale di nove cannoniere della marina militare ottomana rimaste in servizio tra il 1908 e il 1920, combattendo sia nel corso della guerra italo-turca che nella prima guerra mondiale.

## Storia

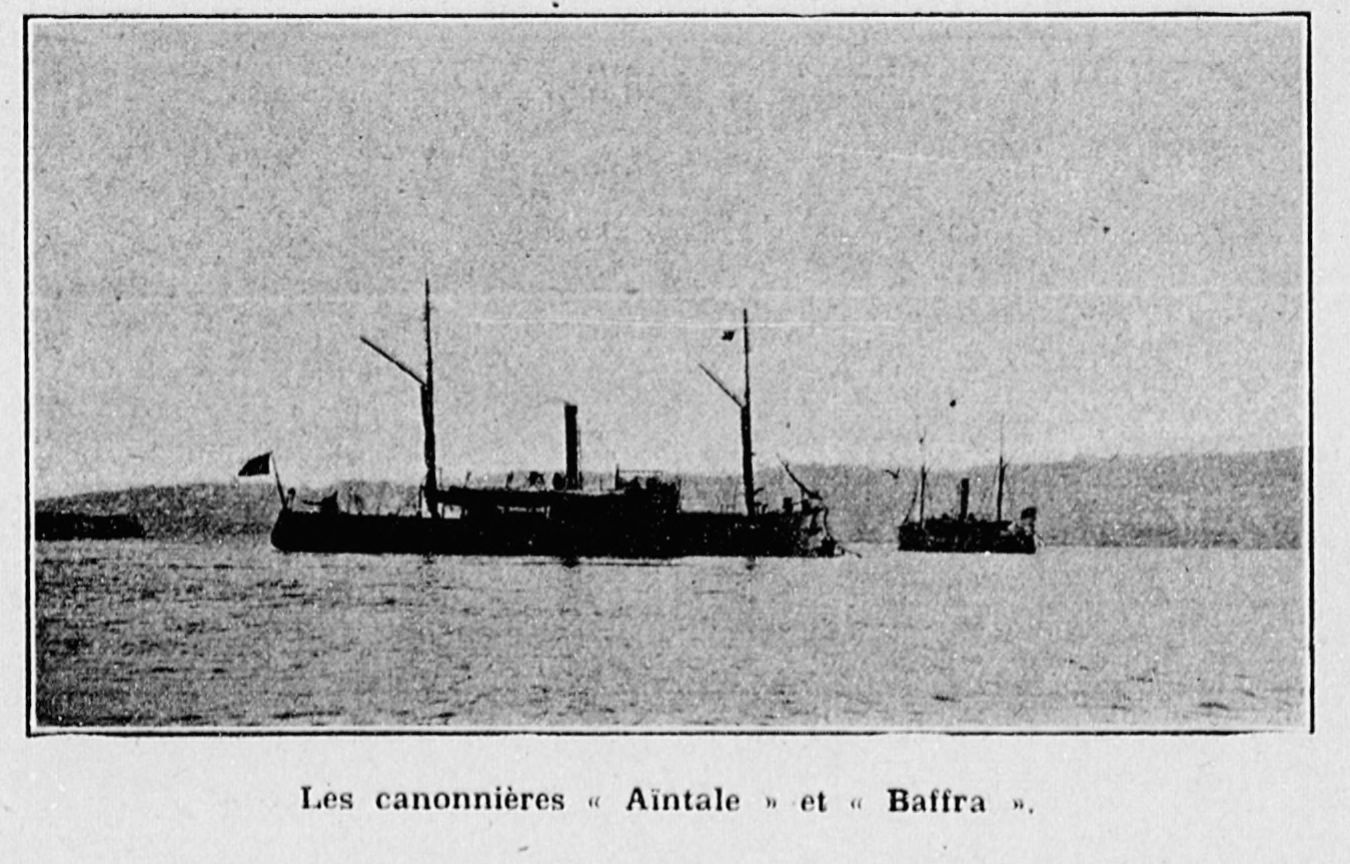
Le cannoniere Ayıntab e Bafra a Kunfida.

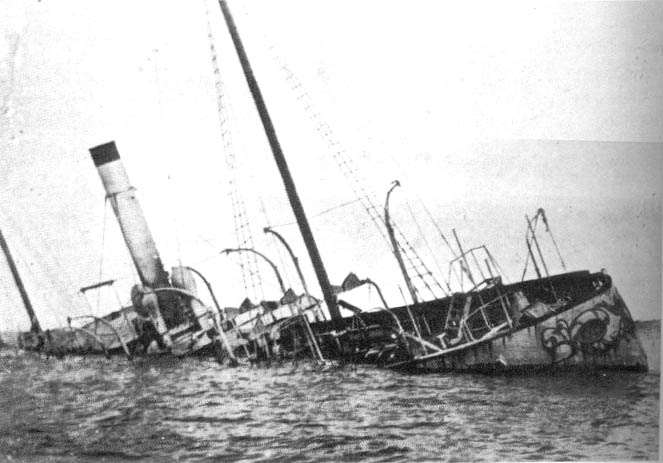
Il relitto della cannoniera Bafra a Kunfida.

Le nove cannoniere classe Taşköprü costituivano un miglioramento della precedente classe Yozgat. Nel 1906 la marina ottomana ordinò la costruzione di quattro di esse al cantiere navale Schneider-Creusot di Chalon-sur-Saône e cinque agli AC des Ateliers et Chantiers de la Loire di Nantes. Tutte le unità furono impostate tra il 1906 e il 1907, varate nel 1907, tranne la Nevşehir che lo fu nel 1908, ed entrarono in servizio nel 1908.
Le unità avevano scafi in acciaio con prua a rostro, erano lunghe 47 m ft (45 m al galleggiamento), larghe 6,2 m e dotate di un pescaggio di 1,9 m. Il dislocamento normale era di 213 tonnellate mentre quello a pieno carico di 315 tonnellate. Secondo All the World's Fighting Ship 1906-1921 il dislocamento delle unità realizzate presso il cantiere navale AC des Ateliers et Chantiers de la Loire di Nantes era di 194 tonnellate normali e 309 a pieno carico, con una lunghezza di 47 m, una larghezza di 5,7 e un pescaggio di 2,4 m, mentre quelle prodotte presso il cantiere Schneider di Chalon-sur-Saône era di 213 tonnellate normali e 315 a pieno carico. Le navi erano dotate di una macchina a vapore verticale a triplice espansione SAAC Loire, che azionava un'elica; il vapore era fornito da un'unica caldaia a focolare di tipo scozzese. La scorta di carbone era di 44 tonnellate. Le cannoniere erano completamente attrezzate come una goletta a due alberi con una superficie velica di 205 m², e raggiungevano una velocità di 12 nodi. Una caratteristica delle unità era un fumaiolo alto e sottile; erano equipaggiate con un faro, quattro scialuppe di salvataggio, due ancore tipo Ammiragliato e una stazione radiotrasmittente. Originariamente l'equipaggio era composto da 9 ufficiali e 38 marinai, che durante la prima guerra mondiale salì a 10 ufficiali e 42 marinai.
L'armamento previsto consisteva in tre cannoni L/50 M1902 da 47 mm, 2 mitragliatrici da 7,65 mm e un lanciasiluri brandeggiabile da 450 mm situato sul ponte anteriore, davanti alla sovrastruttura. La riserva di munizioni ammontava a 1.200 colpi di cannone, 31.000 per mitragliatrici e 4 siluri. Alla fine furono installati due cannoni da 47 mm a prua e a poppa, le mitragliatrici furono posizionate sulle ali del ponte e i lanciasiluri furono smantellati subito dopo la messa in servizio nel 1908, poiché considerati non necessari per i compiti previsti. Nel 1915 le unità ancora in servizio trasportavano solo un cannone da 47 mm e due mitragliatrici, ma conservavano la scorta completa di munizioni.

## Servizio operativo
Le navi erano destinate ad attività di pattugliamento, antipirateria, anticontrabbando e di polizia nelle acque del Golfo Persico e del Mar Rosso. Erano poco costose e le loro per le eccellenti doti di navigabilità venivano considerate adatte ai loro compiti.
Quando scoppiò la guerra italo-turca le unità furono richiamate in Turchia. Un gruppo di cannoniere raggiunse il Mar Rosso ma dovette interrompere il viaggio per mancanza di carbone; il comandante delle forze italiane nella regione temeva che il loro obiettivo fosse quello di trasportare truppe arabe dalla penisola arabica all'Eritrea, così iniziò a perlustrare le coste circostanti e il 7 gennaio trovò la squadriglia turca nel porto di Cunfida. L'incrociatore protetto italiano Piemonte e i cacciatorpediniere Artigliere e Garibaldino affondarono, nella seguente battaglia, le cannoniere Gökçedağ, Refahiye, Ayintab, Ordu e Bafra (tutte classe Taşköprü), nonché la cannoniera classe Taşköprü Muha" (classe Kastamonu) e catturarono lo yacht Şipka.
Le cannoniere Taşköprü e Malatya, insieme alle similari Yozgat e Beyruth, e l'incrociatore torpediniere Peyk-i Şevket furono internate a Suez e rilasciate dopo la fine delle ostilità e il ritiro delle truppe turche dalla Cirenaica nel gennaio 1913. Il destino del Seddülbahir non è chiaro: l'unità non è menzionata nei documenti turchi dopo il settembre 1909. Probabilmente fu affondata dalla torpediniera greca n. 14 nella notte tra il 22 e il 23 novembre 1912, durante la prima guerra dei Balcani. L'unità greca incontrò una nave turca all'ancora, il cui equipaggio la abbandonò, aprendo le saracinesche. I greci tentarono di salvare la nave, ma furono impediti dal fuoco delle mitragliatrici dalla riva, quindi si ritirarono, affondando la nave turca con un solo siluro.
Taşköprü, Malatya, Nevşehir prestarono servizio durante la prima guerra mondiale. Ritirate in tempo dal Mar Rosso, entrarono a far parte della flottiglia dei Dardanelli e operarono poi nel Mar Nero. Il 30 gennaio 1915 la Nevşehir affondò dopo aver colpito una propria mina mentre posava un campo minato all'ingresso del Bosforo. La Taşköprü fu affondata insieme alla Yozgat da cacciatorpediniere russi il 10 dicembre 1915. La Malatya colpì una mina russa il 17 settembre 1916 e nonostante i gravi danni, non affondò. Rimorchiata due giorni dopo a Istanbul, servì lì come nave appoggio fino al 1921, quando fu demolita.

## Unità
| Nome        | Cantiere                                         | Impostazione | Varo | Entrata in servizio | Destino finale                                                |
| ----------- | ------------------------------------------------ | ------------ | ---- | ------------------- | ------------------------------------------------------------- |
| Ayıntab     | AC des Ateliers et Chantiers de la Loire, Nantes | 1906         | 1907 | 1908                | affondata il 7 gennaio 1912                                   |
| Bafra       | AC des Ateliers et Chantiers de la Loire, Nantes | 1907         | 1907 | gennaio 1908        | affondata il 7 gennaio 1912                                   |
| Gökçedağ    | Schneider, Chalon-sur-Saône                      | 1907         | 1907 | 1908                | affondata il 7 gennaio 1912                                   |
| Malatya     | AC des Ateliers et Chantiers de la Loire, Nantes | 1907         | 1907 | gennaio 1908        | demolita nel 1921                                             |
| Nevşehir    | Schneider, Chalon-sur-Saône                      | 1907         | 1908 | 1908                | affondata il 30 gennaio 1915                                  |
| Ordu        | AC des Ateliers et Chantiers de la Loire, Nantes | 1907         | 1907 | febbraio 1908       | affondata il 7 gennaio 1912                                   |
| Refahiye    | Schneider, Chalon-sur-Saône                      | 1907         | 1907 | 1908                | affondata il 7 gennaio 1912                                   |
| Seddülbahir | AC des Ateliers et Chantiers de la Loire, Nantes | 1907         | 1907 | febbraio 1908       | probabilmente affondata notte tra il 22 e il 23 novembre 1912 |
| Taşköprü    | Schneider, Chalon-sur-Saône                      | 1907         | 1907 | 1908                | affondata il 10 dicembre 1915                                 |